# Kavango (région)
Pour les articles homonymes, voir Kavango (homonymie).
Kavango est le nom d'une ancienne région administrative de la Namibie. Sa capitale était Rundu.
Le 9 août 2013 la région a été scindée en deux nouvelles régions, Kavango East, qui a conservé Rundu comme capitale, et Kavango West, avec Nkurenkuru comme capitale.